# جون هيرست (مؤرخ)
جون هيرست (بالإنجليزية: John Hirst)‏ هو مؤرخ أسترالي، ولد في 9 يوليو 1942 في أديلايد في أستراليا، وتوفي في 3 فبراير 2016 في ملبورن في أستراليا.